# Goslić
Goslić (cyr. Гослић) – wieś w Czarnogórze, w gminie Nikšić. W 2011 roku liczyła 62 mieszkańców.